# Cenes de la Vega
Cenes de la Vega és un municipi situat en la part central de la Vega de Granada (província de Granada). Aquesta localitat limita amb els municipis de Pinos Genil, Monachil i Huétor Vega. Localitat principalment hostelera (amb tres hotels de tres estrelles, mitja dotzena de restaurants i una vintena de bars, fondes i cafeteries), és una petita ciutat-dormitori de la capital granadina, i és l'únic municipi que compta amb transport urbà integrat en el sistema de la capital (línia d'autobús núm. 33).